# Dicrania appendiculata
Dicrania appendiculata är en skalbaggsart som beskrevs av Mannerheim 1829. Dicrania appendiculata ingår i släktet Dicrania och familjen Melolonthidae. Inga underarter finns listade i Catalogue of Life.